# 결혼 피로연 (2025년 영화)
《결혼 피로연》(영어: The Wedding Banquet)은 2025년 개봉한 미국의 로맨틱 코미디 영화이다. 앤드류 안이 감독과 공동각본을 맡았으며, 리안의 동명 영화를 리메이크한 작품이다.

## 출연
- 릴리 글래드스턴
- 켈리 마리 트랜
- 보언 양
- 조앤 첸
- 윤여정